# Центурион (филм)
„Центурион“ (на английски: Centurion) е британски исторически филм от 2010 г., написан и режисиран от Нийл Маршал, с участието на Майкъл Фасбендър, Доминик Уест и Олга Куриленко.